# ヘルマン・ブライト
ヘルマン・アルベルト・ブライト(ドイツ語: Hermann Albert Breith、1892年5月7日 - 1964年9月3日)は、ドイツの陸軍軍人。最終階級は装甲兵大将。

## 経歴
1892年5月7日、ドイツ帝国ピルマゼンスに生まれた。
1911年9月21日、士官候補生となる。
1913年8月21日、第5バイエルン砲兵連隊に配属され中尉に昇進する。
1918年春、フランスのメッツで航空機が投下した爆弾により重傷。終戦後も軍に残る。
1923年1月1日、大尉に昇進。
1933年4月1日、少佐に昇進。
1935年1月26日、イナ・ゲルトルード・ヒルと結婚。
1935年12月1日、中佐に昇進。
1938年4月1日、大佐に昇進。
1940年4月、第127砲兵大隊指揮官になる。
1942年4月、少将に昇進。その後中将に昇進。
第二次世界大戦では第3軍団を率い、その戦功から柏葉剣付騎士鉄十字章を受章した。
1945年5月、チェコのオモロウツでソ連軍に降伏し捕虜となる。
10年間投獄された後、釈放される。

## 叙勲
- 鉄十字章
  - 二級鉄十字勲章1914年章 (1914年9月10日)[1]
  - 一級鉄十字勲章1914年章 (1916年7月30日)[1]
- ホーエンツォレルン家勲章 (1918年10月28日)[1]
- ハンザ十字章（英語版） (1917年4月16日)[1]
- 国防軍勤続章
  - 一等国防軍勤続章 (1936年10月2日)[1]
- 鉄十字章略章
  - 二級鉄十字略章 (1939年9月23日)[1]
  - 一級鉄十字略章 (1939年10月2日)[1]
- 戦傷章
  - 戦傷章黒章 (1940年6月1日)[1]
- 戦車突撃章
  - 戦車突撃章銀章 (1940年5月20日)[1]
- 騎士鉄十字章
  - 騎士鉄十字章 (1940年6月3日)[2]
  - 柏葉付騎士鉄十字章 (1942年1月31日)[2]
  - 柏葉・剣付騎士鉄十字章 (1944年2月21日)[2]